# زبان فنلاندی

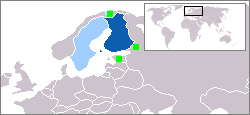
پراکندگی زبان فنلاندی؛ آبی تیره: زبان بومی، آبی:زبان رسمی اقلیت، چهارگوش سبز:اقلیت فنلاندی‌زبان

زبانِ فَنلاندی (به فنلاندی: suomen kieli، تلفظ: سوئُمی) زبانی است که ۹۲ درصد فنلاندی‌ها و اقلیت‌های فنلاندی در بیرون از فنلاند بدان سخن می‌گویند. همچنین این زبان زبان رسمی فنلاند و زبان رسمی اقلیت‌های زبانی فنلاندی در سوئد و نروژ می‌باشد.
فنلاندی از خانواده زبان‌های فین‌واوگری و از دید گونه‌شناسی میان زبان‌های صرفی و زبان‌های پیوندی جای می‌گیرد. در این زبان نام‌واژگان، صفت‌ها، ضمیرها، کارواژگان و شمارگان وابسته به نقششان در جمله صرف شده و تغییر می‌پذیرند.

## تاریخچه
چنین پنداشته می‌شود که زبان‌های بالتیک-فینی از دل زبان نیافینی- که آن هم از زبان‌های سامیک در ۱۵۰۰ تا ۱۰۰۰ (پیش از میلاد) جداشده‌بود-بیرون آمده‌باشد. پنداشته می‌شود که زبان نیافینی سه گویش داشته‌است:شمالی، جنوبی و خاوری. زبان‌های بالتیک-فینی در سده ۱ (میلادی) جداشدند ولی به اثرگذاری بر هم دنباله دادند. از این‌رو گویش‌های فنلاندی خاوری از دید پیدایشی نیافینی خاوری با بسیاری از ویژگی‌های خاوری‌است و گویش‌های فنلاندی جنوب غربی اثرهایی یکدست از استونیایی داراست.
شیوه نوشتاری فنلاندی نخستین بار به دست میکائل آگریکولا اسقف فنلاندی در سده ۱۶ آفریده شد. وی پایه نویسه خود را بر سوئدی، آلمانی و لاتین گذارد. درآینده بسیاری دیگر نیز در نویسه فنلاندی بازنگری نمودند. در سده شانزدهم ادب فنلاندی به کوشش کسانی چون پاوالی یوستن، اریک سورولاینن و یاکو فینو و آگریکولا به کامیابی‌هایی دست‌یافت. در سده ۱۷ در فنلاند کتاب‌هایی به زبان‌های فنلاندی، نروژی، سوئدی، دانمارکی، استونیایی و آلمانی چاپ‌شد. با این‌همه در این زبان هنوز کتاب‌های ارزشمند به لاتین نوشته می‌شد و زبان‌های فنلاندی و سوئدی کم‌ارج دانسته می‌شدند.
زبان فنلاندی دارای بزرگ‌ترین دسته از همخوان‌های سایشی بوده که امروز بسیاری از آن‌ها را از دست داده‌است. برای نمونه آوای /ɣ/(غ) از میان رفته و برای نمونه واژه parghutin به paruttiin دگرش یافته‌است.

## دسته‌بندی
فنلاندی هموند گروه زبان‌های بالتیک-فینی و از خانواده زبان‌های اورالی‌ست. از دیگر زبان‌های این خانواده می‌توان از استونیایی و مجاری نام‌برد. فنلاندی زبانی ترکیبی و از گونه زبان‌های پیوندی‌ست. اندکی آمیزش زبانی در میان فنلاندی‌زبانان دیده می‌شود. در این زبان صرف و دگرش‌ها در نام‌واژه‌ها و کارواژه‌ها وابسته به نقششان در جمله است.
فنلاندی زبانی است از خانواده زبان‌های فین‌واوگری. برخی از نشانه‌های این وابستگی از این دستند:
- ریخت‌شناسی؛ دربرگیرنده:
  - قالب پسوندها مانند حالت مضافٌ‌الیهی ملکی‎ -(t)a / -(t)ä (<فین‌واوگری‎ *-ta),
  - نشانه‌های جمع -t و -i-
  - پسوندهای مضافٌ‌الیه مانند اول‌شخص مفرد‎ -ni (<فین‌واوگری‎ *-mi),
  - پسوندهای اشتقاقی گوناگون
- بهره‌بری از واژگانی با آوایی یکسان با دیگر زبان‌های فین‌واوگری

ویژگی‌هایی که سبب جدایش فنلاندی از زبان‌های هند و اروپایی می‌شود از این دستند:
- نبودن جنس در دستور زبان فنلاندی؛ برای نمونه ضمیر hän هم برای مذکر و هم برای مونث معنای او را می‌دهد(مانند انگلیسی از she , he بهره نمی‌برد.)
- واژه‌های دراز به دلیل ساختار زبانی
- قالب‌های دستوری بسیار
- برتری پس‌نهاده‌ها به حرف اضافه، هر دوی اینها به دلیل گستردگی وندهای پیوندی کم‌کاربردند.
- بی‌بهرگی از فعل داشتن، به جای آن یک ساختمان مکانی بهره‌برداری می‌شود.

درباره جایگاه و خاستگاه زبان فین‌واوگری نگره‌های گوناگونی هست. برپایه نگره‌های تازه از جدایش میان زبان فنلاندی و مجاری ۶۰۰۰ سال می‌گذرد.
برخی پژوهش‌ها می‌رساند که نیاکان فنلاندی‌ها ۳هزار سال پیش در فنلاند کنونی جاگیر شده‌اند. زبان فنلاندی وامواژگان بسیاری از زبان سوئدی و دیگر زبان‌های ژرمنی ستانده‌است.

## پراکندگی جغرافیایی
نزدیک به ۶میلیون تن که بیشترشان در فنلاند زندگی میکنند به زبان فنلاندی سخن می‌گویند. همچنین اقلیت‌های فنلاندی‌زبان در کشورهای سوئد، نروژ، استونی و روسیه زندگی می کنند. چندصدهزار فنلاندی‌زبان در سوئد زندگی می کنند. اینان در دهه ۱۹۷۰ که بیکاری در فنلاند گسترش یافته و صنعت خودروسازی سوئد نیز پررونق گشته‌بود به سوئد کوچ کردند. در آمریکا، استرالیا و همچنین برزیل و آرژانتین نیز دسته‌هایی فنلاندی‌زبان زندگی می‌کنند.
کوچ به فنلاند در سال‌های پیش رو اگرچه عنصرهایی از زبان کوچندگان را به فنلاندی درآورده‌است، ولی بر شمار فنلاندی‌زبانان نیز می‌افزاید.
فنلاندی در کنار سوئدی یکی از دو زبان رسمی کشور فنلاند می‌باشد. همچنین فنلاندی در کشور سوئد نیز زبان رسمی اقلیت است. فنلاندی یکی از زبان‌های رسمی اتحادیه اروپا نیز می‌باشد.

## وام‌گیری

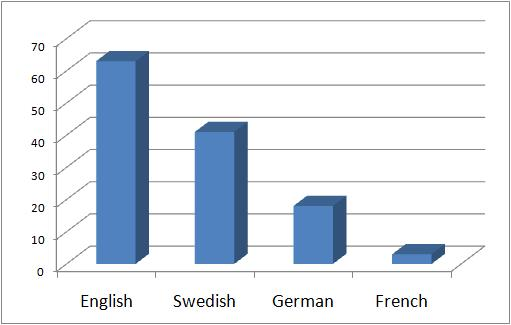
زبان‌‌های خارجه در فنلاند

درگذار از سده‌ها زبان فنلاندی وام‌واژه‌هایی بسیاری از زبان‌های بسیار و به ویژه از زبان‌های همسایه هندواروپایی خود وام گرفته‌است. آنچنان که واژگان زنده با ریشه فین‌واوگری را در فنلاندی تنها ۳۰۰ واژه می‌دانند. اگرچه به دلیل ساختار آوایی و دستوری و آواآرایی ویژه فنلاندی این وام‌واژه‌ها سیمایی بومی‌شده به خود گرفته‌اند و در زبان فنلاندی حل شده‌اند.
در بنیاد نخستین وام‌واژه‌های گرفته شده از سوی زبان‌های فین‌واوگری از زبان‌های آغازین هندواروپایی بوده‌است و آنگاه از زبان‌های هندوایرانی، ترکی، بالتیک، ژرمنی و اسلاوی بوده‌است. از این گذشته برخی واژگان در زبان فنلاندی می‌باشند که نه در دیگر زبان‌های فین‌واوگری یافت می‌شوند و نه وابسته به هیچ زبانی از گروه‌های زبانی یادشده هستند. بدین واژگان به چشم واژگان به‌جامانده از زبان نوردیک- که پیش از ورود نیاکان فنلاندی‌زبانان در فنلاند و اسکاندیناوی بدان سخن گفته می شد-نگریسته و توجه می‌شود. از این دسته می‌توان از واژگان musta(سیاه)،mäki (تپه)،saari(جزیره)، suo(مرداب) نام‌برد. همچنین جاینام‌هایی چون Päijänne و Imatra که پنداشته‌می‌شود پیش از آمدن نیاکان فنلاندی‌ها بدین نام‌ها خوانده می‌شده‌اند.
از زبان‌های ژرمنی می‌توان واژه‌های kuningas(شاه) و ruhtinas(شاهزاده) از ریشه *kuningaz و *druhtinaz را نام برد.
نمونه برای وام‌واژه‌های کهن هندوایرانی واژه vasara به معنای چکُش اوستایی که شده‌است vadžra یا vajra، و orja به معنای برده از واژه arya,airya به معنای انسان.(برخی این واژه پسین را از اسلاو در بسیاری از زبان‌های اروپایی می‌دانند.)
در سال‌های نزدیکتر زبان سوئدی آبشخور باروری برای واگیری زبان فنلاندی از آن شده‌است. از این در گذر سوئدی کار صافی برای درونشُد دیگر وام‌واژه‌ها به فنلاندی را نیز انجام می‌دهد. فنلاند از سده ۱۲ (میلادی) بخشی از پادشاهی سوئد بوده‌است و در ۱۸۰۹ به چنگ روس‌ها افتاد و پس از آن به خودمختاری رسید. این‌همه سبب شد تا سوئدی زبان نخستین فنلاند باشد و روسی هم نتواند جای آن را بگیرد. حتا هنگامی که فنلاندی زبان رسمی شد تنها توانست در کنار سوئدی و موازی با آن جای بگیرد و این شیوه دوزبانه همچنان هم پایدار است. امروزه ۶درصد از فنلاندیان سوئدی‌زبان زبان مادریشان سوئدی‌است. 

## واژه‌های نو
امروزه به جای برخی وام‌واژه‌ها در فنلاندی واژه‌هایی ساخته شده‌است؛ برای نمونه:
- puhelin به جای تلفن telephone (واژه به واژه:گفتن + -in که پسوند ابزار است=ابزار سخن‌گفتن)
- tietokone به جای کامپیوتر computer (واژه به واژه:ماشینِ دانش)
- levyke به جای دیسکت diskette (واژه به واژه:‏levy=disc+-ke ‎پسوند کوچکی)
- sähköposti به جای ای‌میل email(واژه به واژه:نامه الکتریکی)
- linja-auto به جای اتوبوس bus(واژه به واژه:ماشینِ خطی)

رسانه‌ها و دفتر طراحی در آفرینش واژه‌های تازه پویایند و به گونه‌ای گسترده این واژگان را در زبان فنلاندی می‌پذیرند. ولی برخی واژگانی که در این زبان کاربردی دیرینه‌تر دارند یا بومی می‌شوند را نیز در زبان می‌پذیرند.

## الفبای فنلاندی
فنلاندی بیست و نه حرف دارد: A, B, C, D, E, F, G, H, I, J, K, L, M, N, O, P, Q, R, S, T, U, V, W, X, Y, Z, Å, Ä, Ö
Å از سوئدی گرفته شده و ویژه نامها و جاینام‌های سوئدی است.

## نمونه‌ای از زبان فنلاندی
- kyllä/joo (عامیانه/رسمی): بله
- ei :نه
- olen / minä olen :من هستم
- minä, sinä, hän :من، تو، او
- mä, sä :من، تو(عامیانه)
- me, te, he:ما، شما، آنها
- se: او(عامیانه)
- yksi, kaksi, kolme: یک، دو، سه

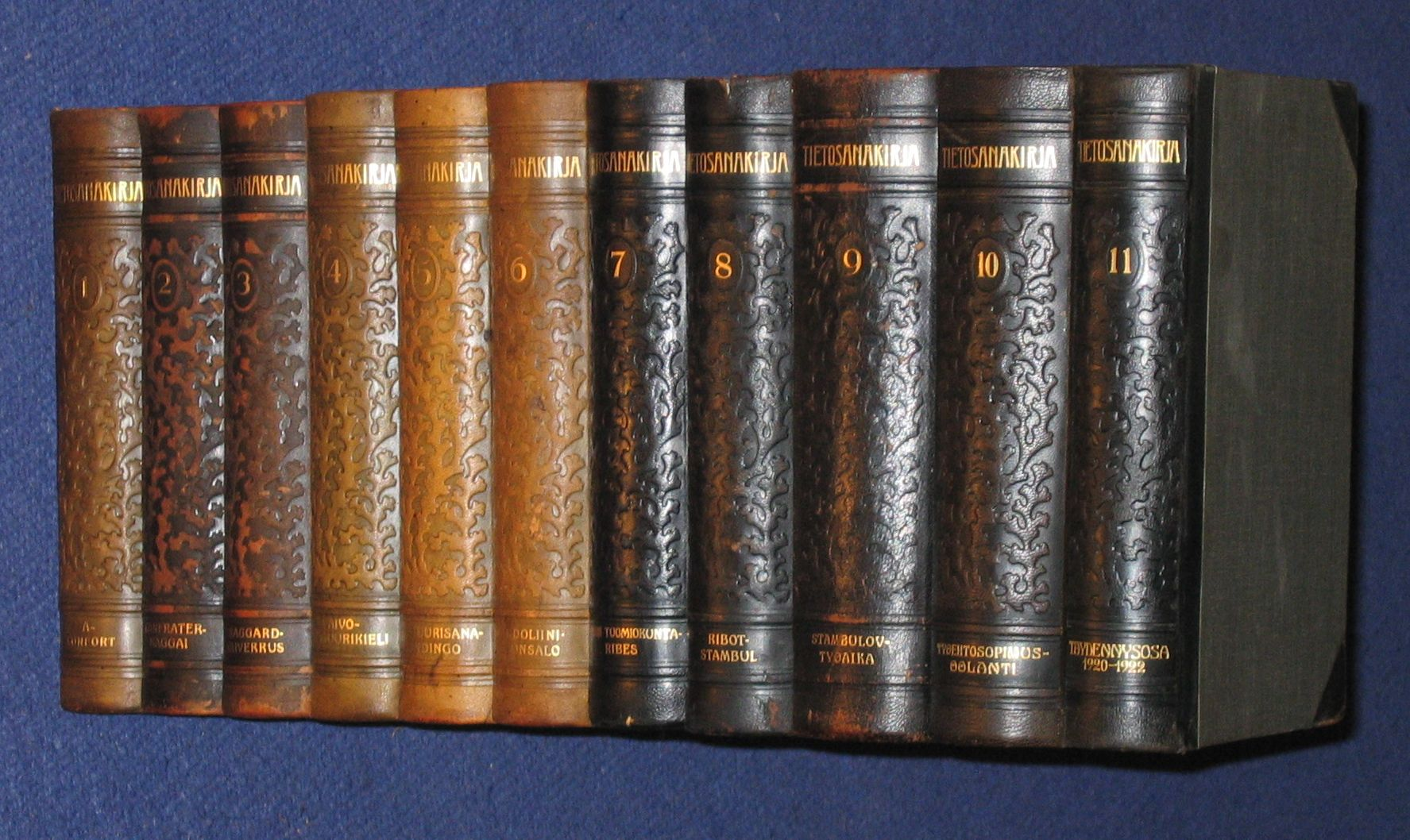
Tietosanakirja دانشنامه ۱۱ جلدی فنلاندی،۱۹۰۹-۱۹۲۲

- neljä, viisi, kuusi: چهار، پنج، شش
- seitsemän, kahdeksan:هفت، هشت
- yhdeksän, kymmenen :نه، ده
- sata, tuhat, miljoona :صد، هزار، میلیون
- anteeksi :ببخشید
- Mitä kuuluu? :چطوری؟
- En ymmärrä : من نمی‌فهمم.
- Ymmärrän :من می‌فهمم.